# Callimodapsa lugubris
Callimodapsa lugubris is een keversoort uit de familie zwamkevers (Endomychidae). De wetenschappelijke naam van de soort werd in 1959 gepubliceerd door Strohecker.